# Giuseppina Strepponi

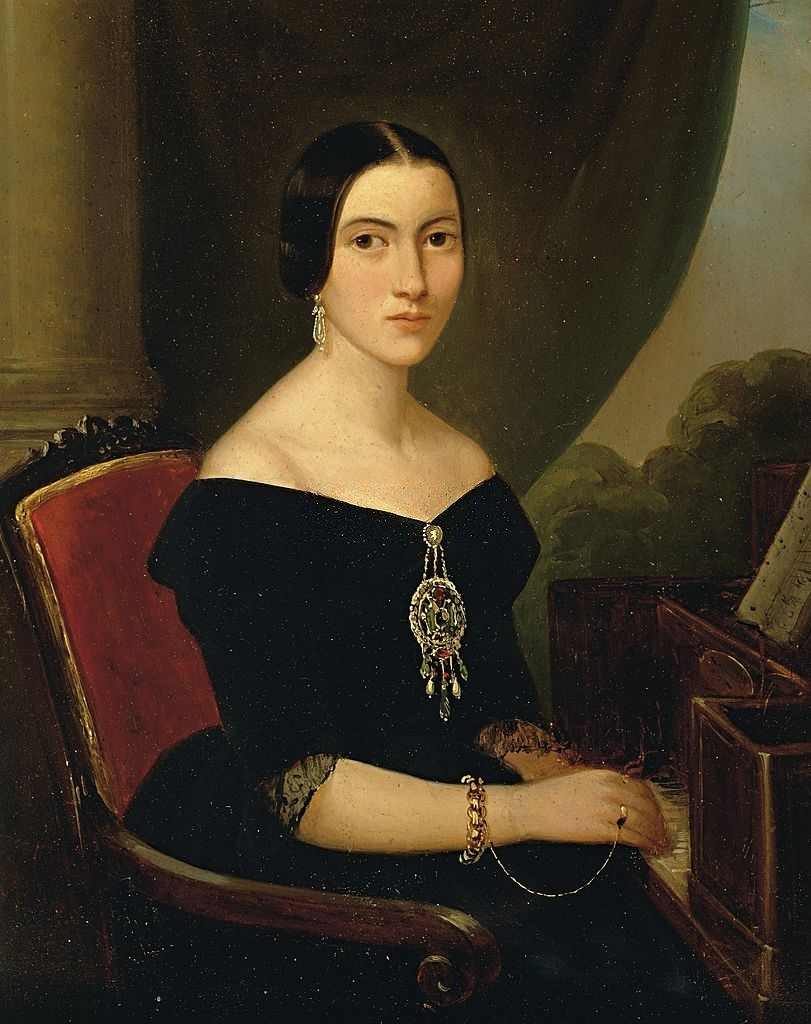
Giuseppina Strepponi am Klavier, Gemälde 1845

Giuseppina Strepponi, eigentlich Clelia Maria Giuseppa Strepponi (* 8. September 1815 in Lodi; † 14. November 1897 in Sant’Agata di Villanova sull’Arda bei Busseto) war eine italienische Opernsängerin. Seit 1847 war sie die Lebensgefährtin und seit 1859 die zweite Ehefrau Giuseppe Verdis.

## Leben

### Ausbildung
Giuseppina (auch „Peppina“ genannt) war die Tochter von Feliciano Strepponi (1797–1832), einem Komponisten und Kapellmeister, der seit 1827 Assistenzdirektor am Teatro Grande in Triest war; ihre Mutter war Rosa Cornalba. Sie war die älteste von fünf Geschwistern. Ihre erste musikalische Ausbildung, darunter auch Klavierunterricht, erhielt sie bei ihrem Vater, der jedoch 1832, als sie 17 Jahre alt war, an Enzephalitis starb.
Bei ihrer Aufnahme in das Mailänder Konservatorium überzeugte sie durch ihre Stimme und wurde zum Studium zugelassen. 1834 schloss sie ihr Studium mit dem ersten Preis für Belcanto ab.

### Karriere als Opernsängerin
Giuseppina Strepponi begann ihre Bühnenkarriere am Zweiten Weihnachtstag 1834 im Teatro Orfeo in Adria mit einer Aufführung von Luigi Riccis Oper Chiara di Rosemberg. Anschließend erhielt sie ein Engagement am Teatro Grande in Triest, wo sie im Januar 1835 als Primadonna in Rossinis Matilde di Shabran und in Donizettis Anna Bolena auftrat. Zu Beginn ihrer Karriere galt sie nach Meinung der Kritiker als hervorragend intonierende Sängerin und überzeugende Darstellerin.
Im Frühjahr 1835 hatte sie ein Engagement am Kärntnertortheater in Wien, wo sie u. a. als Primadonna in Donizettis Il furioso all’isola di San Domingo auftrat; in Bellinis Norma sang sie dabei die Adalgisa und in La sonnambula die Lisa.

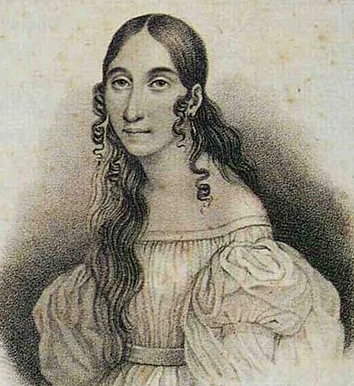
Giuseppina Strepponi, vermutlich als Lucia di Lammermoor

Im Frühling 1836 sang sie am La Fenice in Venedig, unter anderem die weiblichen Hauptrollen in La Cenerentola und La gazza ladra von Rossini, sowie die Elvira in Bellinis I Puritani, die bis 1841 eine ihrer beliebtesten Rollen war. Im Mai war sie bereits in Rom, um die Imogene in Bellinis Il pirata zu singen. Durch Vermittlung des Impresarios Alessandro Lanari trat sie bald auch an anderen führenden italienischen Opernhäusern auf wie in Verona und Florenz. Ihre Opernkarriere führte sie außerdem nach Mantua, Piacenza, Cremona, Triest, Bologna, Faenza, Lodi, Turin, Senigallia, Lucca, Ancona und Bergamo. Allein im Jahr 1838 übernahm sie ohne Pause anspruchsvolle Primadonnenrollen in elf verschiedenen Opern, darunter auch Norma und Lucia di Lammermoor, sowie vier weitere Opern von Bellini und drei weitere von Donizetti. Häufig trat sie gemeinsam mit dem berühmten Bariton Giorgio Ronconi oder dem Tenor Napoleone Moriani auf.
Als gut verdienende Opernsängerin unterstützte sie nicht nur ihre verwitwete Mutter, sondern sorgte auch für die Ausbildung von zweien ihrer Schwestern und ermöglichte ihrem Bruder David ein Medizinstudium in Pavia.
Im Frühjahr 1839 war sie zum ersten Mal an der Mailänder Scala, wo sie wiederum Lucia verkörperte, sowie die weiblichen Hauptrollen in Bellinis I puritani, und in Donizettis Liebestrank und Pia de’ Tolomei. Zu dieser Zeit lernten die Strepponi und Giuseppe Verdi sich wahrscheinlich während der Vorbereitungen zu dessen Oper Oberto, conte di San Bonifacio kennen, aber die Aufführung wurde aus verschiedenen Gründen abgesagt.
Im Herbst 1839 war die Strepponi am Teatro della Pergola in Florenz, wo sie mit Donizettis Maria di Rudenz und Bellinis Beatrice di Tenda zwei ihrer Glanzrollen sang, in denen sie noch einige Male auftraten würde, ebenso wie in Belisario und Marin Faliero, sowie in Mercadantes Il giuramento und Le due illustri rivali.
Temistocle Solera schrieb 1840 über Giuseppina Strepponi:

„Vienna, Firenze, Venezia [...] e nella trascorsa primavera la colta Milano, ammirarono in questa giovane i più bei doni di natura, resi grandi da un continuo studio; e sì nel genere serio, come nel giocoso, fece dimenticare molte celebri cantanti che l’avean preceduta. Dotata di un’anima estremamente sensitiva, sa insinuarsi e col canto e con l’espressione nel cuore degli spettatori.“

„Wien, Florenz, Venedig (...), und im vergangenen Frühjahr auch das feine Mailand, bewunderten in dieser jungen Dame die schönsten Gaben der Natur, die sie durch beständiges Studium vergrößert hat; und ob im ernsten oder im komischen Genre, sie machte viele berühmte Sängerinnen vergessen, die ihr vorausgegangen waren. Begabt mit einer extrem feinfühligen Seele, weiß sie sich mit Gesang und Ausdruck in die Herzen der Zuhörer einzuschmeicheln.“

Bei ihrem Engagement 1841 am Teatro Apollo in Rom lernte sie auch Donizetti kennen, der ihr seine Oper Adelia widmete. Die Uraufführung am 11. Februar ging jedoch als Skandal in die Operngeschichte ein. Da auf dem Schwarzmarkt mehr Karten verkauft worden waren, als es Plätze gab, musste die Aufführung nach Tumulten abgebrochen werden. Der Theaterleiter wurde verhaftet, kam aber am nächsten Tag, auch auf Betreiben von Giuseppina Strepponi, wieder frei.
Während ihrer Engagements hatte Giuseppina Strepponi mehrere Affären und gebar drei uneheliche Kinder, am 14. Januar 1838 den Sohn Camillo (Camillino), am 9. Februar 1839 die Tochter Sinforosa und am 4. November 1841 in Triest die Tochter Adelina, die sie einer Pflegefamilie überließ und die am 4. Oktober 1842 an Ruhr starb. Zwar legitimierte der Impresario Camillo Cirelli die ersten beiden Kinder, aber es bleibt unsicher, ob er der Vater war.
Zu einer ersten bezeugten Begegnung mit Verdi kam es im Dezember 1841 in Mailand, als der Komponist mit ihr und Giorgio Ronconi die Rollen des zur Uraufführung anstehenden Nabucco durchging.

### Ende der Karriere

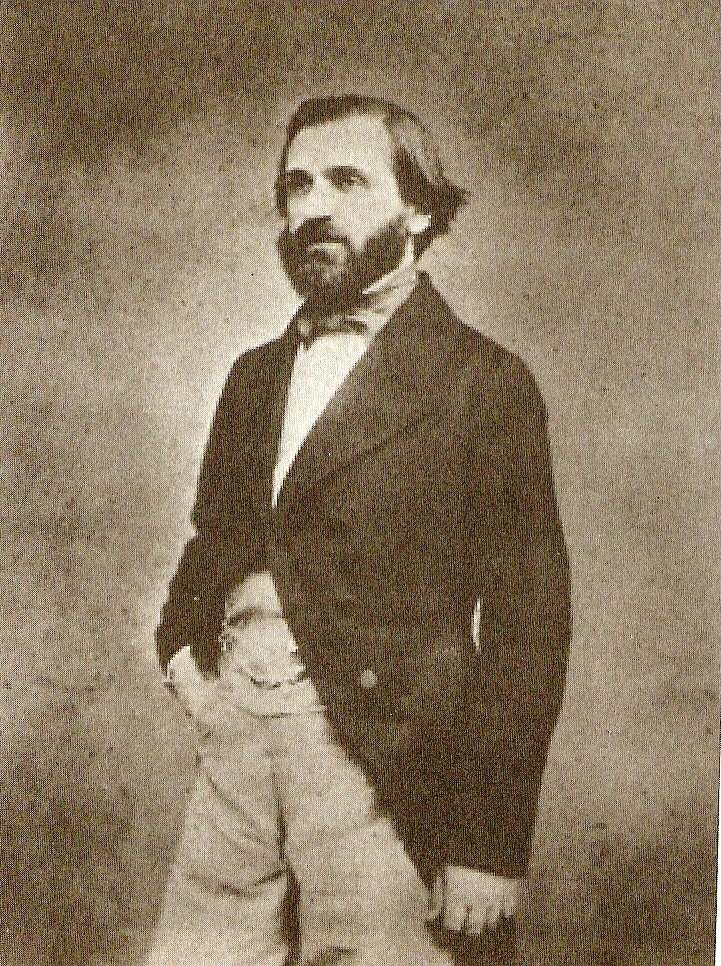
Verdi um 1844, unbekannter Fotograf

Durch ihr häufiges Auftreten (bis zu sechs Mal in der Woche) und ihre Schwangerschaften ruinierte sie schon früh ihre Stimme. Nur wenige Monate nach der Geburt ihres dritten Kindes trat sie bereits im Januar und Februar 1842 in Genua in Giovanni Pacinis Saffo und Mercadantes Il giuramento, sowie an der Scala in Donizettis Belisario auf. In der darauffolgenden Uraufführung von Verdis Nabucco am 9. März 1842 hatte sie dann – nicht zum ersten Mal – stimmliche und gesundheitliche Probleme. Trotzdem begann mit dem Nabucco ihre Freundschaft mit Verdi, den sie in der Folge in Theaterfragen beriet.
Nach einer einjährigen Pause und einem Erholungsaufenthalt in Recoare kehrte sie am 17. April 1843 in Parma zur Erstaufführung des Nabucco als Abigaille auf die Bühne zurück. Verdi dirigierte zwar nur die ersten beiden Aufführungen, blieb aber in Parma. Sie sang die Abigaille auch im Herbst desselben Jahres in Bologna, im Januar 1844 in Verona und im Oktober 1845 in Alessandria. Verdi begleitete sie häufig, und bereits zu diesem Zeitpunkt könnte die Liebesbeziehung der beiden begonnen haben. Die Strepponi und Verdi wirkten auch zusammen bei Aufführungen des Ernani 1844 in Bergamo.
Ihr Engagement in Palermo vom Oktober 1844 bis März 1845 war wieder von Stimmproblemen gekennzeichnet, und ein Kritiker schrieb nach der Premiere von Donizettis Linda di Chamounix von einem „verblassenden Stern“ und einer „armseligen Vorstellung“. Trotzdem konnte sie bei ihren anschließenden Engagements in Alessandria und in Modena noch einmal Triumphe feiern.
Nach einer letzten Aufführung des Nabucco am 11. Januar 1846 in Modena trat sie endgültig von der Bühne ab, um in Paris, auch auf Empfehlung von Verdi, eine Gesangsschule zu eröffnen. Nach zwei Konzerten äußerte sich selbst der Komponist und Musikkritiker Hector Berlioz positiv über ihre große Stimme und die Wärme, die sie in ihren Gesang legte.

### Lebensgefährtin von Verdi

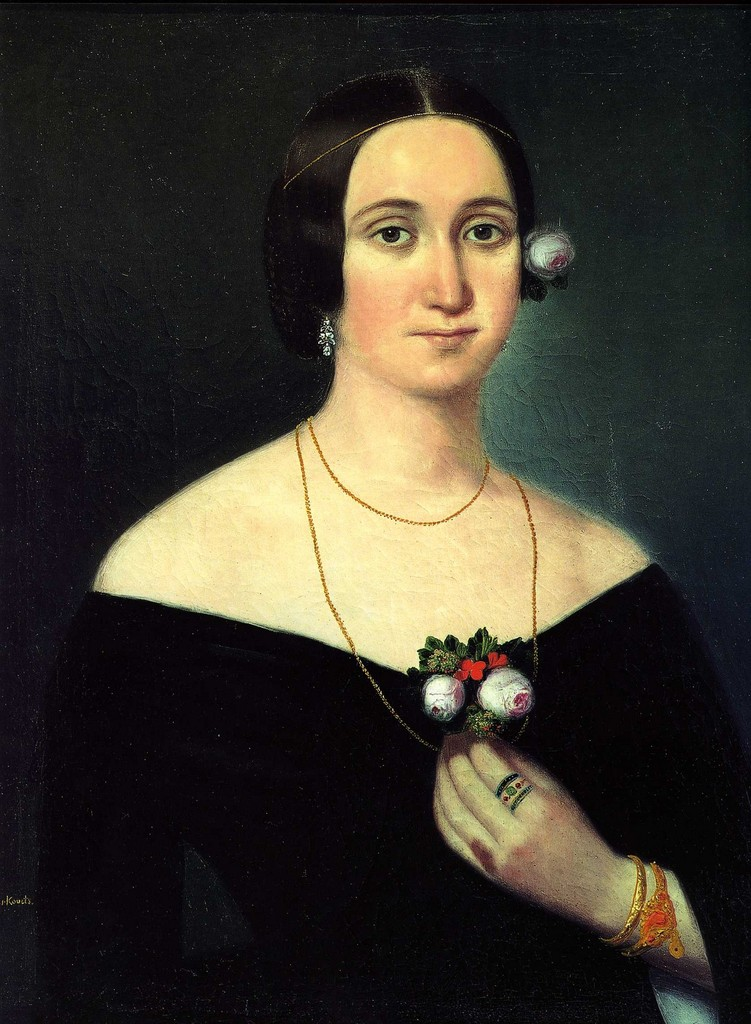
Giuseppina Strepponi auf einem Porträt von Karoly Gyurkovich

Ein Wiedersehen mit Verdi erfolgte im Juni 1847, als er über Paris nach London reiste, um dort die Uraufführung seiner Oper I masnadieri vorzubereiten. Nach der Premiere und der ersten Wiederholung kehrte er zu Giuseppina nach Paris zurück, wo er bis auf zwei Unterbrechungen bis zum Sommer 1849 blieb, die I Lombardi zur Grand opéra Jérusalem umgestaltete, die Oper Il corsaro vollendete und die Risorgimento-Oper über die Schlacht von Legnano komponierte. Zu dieser Zeit war er häufig im Haus der Strepponi anzutreffen, und sie war maßgeblich am Zustandekommen der Opern beteiligt. Verdi widmete ihr 1848 eine Liedkomposition L’Abandonnée (Die Verlassene).
Im Revolutionsjahr 1848 verlor Giuseppina Strepponi viele Gesangsschüler. Nachdem Verdi im Juli 1849 nach Italien zurückgekehrt war und den Palazzo Dordoni-Cavalli in Busseto angemietet hatte, folgte sie ihm im September desselben Jahres. Die Sängerin hatte in Busseto keinen leichten Stand. Man schnitt sie, und die Kirchenbank neben ihr blieb leer. Es gab auch Streit mit Verdis Vater. Nach weiteren Feindseligkeiten zogen sich Verdi und Giuseppina im Frühjahr 1851 auf das 1848 gekaufte Gut Sant’Agata zurück. Den Winter 1851/52 verbrachte das Paar in Paris, wo sie unter anderem Die Kameliendame von Alexandre Dumas d. J., die literarische Vorlage für La traviata auf der Bühne sahen.
Giuseppina Strepponi war auch weiterhin maßgeblich am Zustandekommen der Opern Verdis beteiligt. So übersetzte sie die literarischen Vorlagen von Il trovatore, Simon Boccanegra und später auch Aida und begleitete beratend den Kompositionsprozess. Daneben war sie diejenige, die zu großen Teilen die Korrespondenz mit Verlegern, Theaterleitern und Sängern erledigte.
Aus der Zeit, als Verdi 1853 ohne ihre Begleitung in Rom war und dort den Troubadour einstudierte, sind einige Liebesbriefe Giuseppina Strepponis erhalten, in denen sie einmal bedauerte, dass sie mit Verdi keine Kinder haben konnte. Verdi kehrte zwar Ende Januar zurück, um zusammen mit dem Librettisten Piave an La traviata zu arbeiten, verließ sie aber bereits am 21. Februar wieder wegen der Proben für La traviata in Venedig. Im Oktober 1853 reiste sie mit Verdi nach Paris, um die Uraufführung der für die Weltausstellung vorgesehenen Oper Les vêpres siciliennes vorzubereiten. Beide kehrten erst Ende Dezember 1855 nach Italien zurück. 1858, zur Zeit der Komposition des Maskenballs beklagte sie sich einmal in einem Brief, dass sich Verdi eher für den Bau einer Brücke und das Pflanzen von Bäumen als für die Komposition interessiere. Er habe wahrscheinlich seit Monaten keine Note geschrieben, fange jetzt aber wenigstens an, finstere Blicke auf das Papier der Partitur zu werfen. Verdi hatte bereits vorher dasselbe zugegeben: „Peppina liest, schreibt, arbeitet: Ich mache nichts.“.

### Ehe mit Verdi

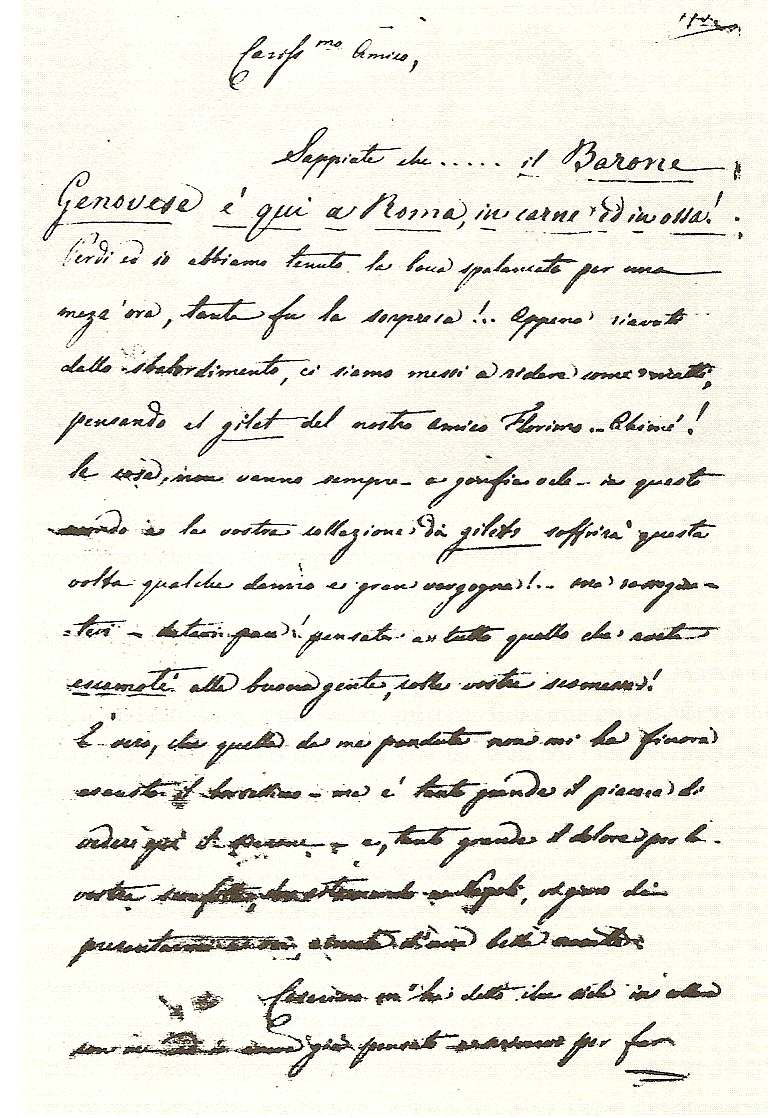
Ein Brief Giuseppina Strepponis aus dem Jahr 1859

Am 29. August 1859, am Ende des zweiten italienischen Unabhängigkeitskriegs, legitimierten Verdi und Giuseppina Strepponi ihr Verhältnis durch die kirchliche Trauung in Collonges-sous-Salève (Savoyen) bei Genf. Anschließend kehrten die Verdis nach Sant’Agata zurück, um ihre Villa umzubauen.
Bedingt durch Verdis Abgeordnetentätigkeit war er ab 1861 häufig abwesend. Im Sommer 1861 war der Librettist Piave mehrfach zu Besuch, um mit Verdi am Libretto der für Sankt Petersburg geplanten Oper La forza del destino zu arbeiten. Die nächste Zeit war mit Reisen ausgefüllt. Am 24. November brachen die Verdis nach Russland auf, kehrten aber im März nach Paris zurück, da sich die Uraufführung wegen der Erkrankung der Primadonna verzögerte. Nach einem Zwischenaufenthalt in Paris, wo die Komposition der Hymne der Nationen entstand, reiste Giuseppina Verdi zunächst allein nach London, wo sie schnell Englisch lernte und die Verhandlungen führte. Verdi folgte ihr im April. Im nächsten Winter reiste das Paar erneut nach Russland und anschließend nach Paris, wo Verdi Les vêpres siciliennes neu einstudieren sollte. Verdi war jedoch empört über die Schlamperei und kehrte nach Italien zurück.
1865 trat Verdi als Parlamentsabgeordneter zurück. Spätestens seit 1866 kriselte es in der Ehe. Zu dieser Zeit beklagte sich Giuseppina Verdi mehrfach in Briefen und in Tagebuchnotizen über die schlechte Laune ihres Mannes und das abgekühlte Verhältnis. Das Verhältnis besserte sich etwas, als Verdi die kleine Maria Filomena, die Tochter einer Nichte, adoptierte. Anfang 1868 klagte sie in ihren auf Französisch geschriebenen Tagebuchnotizen erneut über Verdis Unzufriedenheit und Ehestreitigkeiten.
Zu einer schweren Ehekrise kam es nicht zuletzt wegen der Sängerin Teresa Stolz, die Verdi spätestens 1869 bei den Proben zur italienischen Erstaufführung der überarbeiteten Fassung von La forza del destino kennengelernt hatte und die bald eine entscheidende Rolle in seinem Leben spielen sollte und mehrfach in Sant’Agata zu Besuch war. Teresa Stolz sang in der italienischen Erstaufführung die Aida, die Sopranpartie in der Messa da Requiem sowie sämtliche Hauptrollen in Verdis nach 1850 entstandenen Werken. Ob es bei einer platonischen Liebe blieb, ist zweifelhaft. Erst zwischen 1878 und 1884, als Arrigo Boito Verdi zur Komposition des Otello überreden konnte, kam es zu einer vollständigen Aussöhnung des Ehepaares.

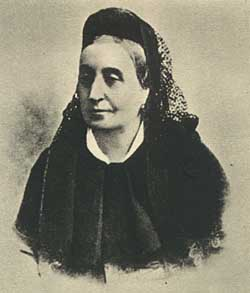
Giuseppina Verdi 1897

1894 reisten Verdi und seine Frau zum letzten Mal nach Paris. Der ungarische Schriftsteller Dezső Szomori urteilte über eine Begegnung mit den Verdis, dass Verdi ein Herr mit kleinen Augen und neben ihm Giuseppina wie ein alter Vogel wirkte, schrieb aber weiter: „Ein schönes und bezauberndes Paar, die zusammen in der Welt der Musik alt geworden sind.“
Giuseppina Verdi litt im Alter an Magenproblemen und Arthritis und konnte sich in ihrem letzten Lebensjahr kaum noch bewegen. Auch Verdi litt an Altersbeschwerden. Im Herbst 1897 bereitete die inzwischen 82-Jährige zwar noch den traditionellen winterlichen Wohnungswechsel nach Genua vor, war aber anschließend bettlägerig. Sie starb nach langer Krankheit am 14. November 1897 in Sant’Agata bei Busseto an einer Lungenentzündung und wurde zunächst in Mailand bestattet. Verdi, der am 27. Januar 1901 in Mailand verschied, hatte 1899 den Wunsch geäußert, dass er später neben seiner Frau in der Hauskapelle des von ihm gestifteten Altersheims für verarmte Musiker (Casa di Riposo) beigesetzt werden wollte. Verdi wurde zwar zunächst auf einem Mailänder Friedhof neben ihr bestattet, aber bereits am 26. Februar 1901 wurden beide Körper exhumiert und in das Oratorium im Innenhof der Casa di Riposo überführt, wo sie ihre endgültige Ruhestätte fanden. Dabei sang ein Chor aus 900 Sängern unter der Leitung von Arturo Toscanini den Gefangenenchor Va pensiero aus Nabucco.

### Nachwirken
Giuseppina Strepponi blieb vor allem als Lebensgefährtin und spätere Ehefrau Verdis in Erinnerung. Sie war der Gegenstand mehrerer Biographien. Ihre zahlreichen Briefe mit Verlegern und Agenten bezeugen ihre aktive Rolle in Verdis Leben.
Das Leben von Giuseppina Strepponi und ihre Beziehung zu Verdi sind Thema der Oper Verdi und die Dame mit Noten von Mathias Husmann, die am 8. September 2015 an der Hamburger Kammeroper unter der musikalischen Leitung von Florian Csizmadia uraufgeführt wurde.

## Opernrollen (Uraufführungen)
Die folgenden Partien wurden ausdrücklich für die Stimme von Giuseppina Strepponi komponiert. Andere wichtige Rollen aus ihrem Repertoire sind nicht hier aufgelistet, sondern dem obigen Text zu entnehmen.
- 1835: Malvina in Elena e Malvina von Egisto Vignozzi (1. Dezember 1835, Teatro San Benedetto in Venedig)[27]
- 1838: Titelrolle in Alisia di Rieux von Giuseppe Lillo (Frühling 1838, Teatro Argentina in Rom)[28]
- 1838: Caterina di Cleves in Caterina di Guisa von Fabio Campana (Sommer 1838, Teatro degli Accademici Avvalorati in Livorno)[29]
- 1840: Titelrolle in Rosmunda von Giulio Alary (10. Juni 1840, Teatro della Pergola in Florenz)[30]
- 1841: Titelrolle in Gaetano Donizettis Adelia, die ihr der Komponist ausdrücklich widmete (11. Februar, Teatro Valle in Rom),
- 1841: Eleonora in Luigi Rolla von Federico Ricci (30. März, Teatro della Pergola in Florenz)
- 1842: Abigaille in Nabucco von Giuseppe Verdi (9. März, Mailänder Scala)